# Urumí
Urumí, pleme američkih Indijanaca s rijeke Marmelos, pritoka srednje Madeire, u zapadnobrazilskoj državi Rondônia. Pripadaju široj skupini Ramaráma, porodica Tupian, a jezik im je nestao. Po drugoj klasifikaciji  ((McQuown/Greenberg), pripadali su porodici Chapacuran. Ne smiju se brkati s istoimenim plemenom Urumi koje danas živi na rijeci Mirití među kolumbijskim Yukuna Indijancima.